# Liste der Gleichberechtigungsminister Namibias
Dies ist eine Liste der Gleichberechtigungsminister Namibias (englisch Minister of Gender Equality and Child Welfare).
| Nr. | Foto                                                         | Name                                                         | Lebensdaten                                                  | Partei                                                       | Kabinett                                                     | Amtszeit (Beginn)                                            | Amtszeit (Ende)                                              |
| Minister für Frauenangelegenheiten Minister of Women Affairs                                                                                | Minister für Frauenangelegenheiten Minister of Women Affairs | Minister für Frauenangelegenheiten Minister of Women Affairs | Minister für Frauenangelegenheiten Minister of Women Affairs | Minister für Frauenangelegenheiten Minister of Women Affairs | Minister für Frauenangelegenheiten Minister of Women Affairs | Minister für Frauenangelegenheiten Minister of Women Affairs | Minister für Frauenangelegenheiten Minister of Women Affairs |
| --- | ------------------------------------------------------------ | ------------------------------------------------------------ | ------------------------------------------------------------ | ------------------------------------------------------------ | ------------------------------------------------------------ | ------------------------------------------------------------ | ------------------------------------------------------------ |
| 01 |                                                              | Netumbo Nandi-Ndaitwah                                       | 1952–                                                        | SWAPO                                                        | Nujoma III                                                   | 2000                                                         | 2005                                                         |
| Minister für Gleichberechtigung und Kinderwohlfahrt Minister of Gender Equality and Child Welfare                                           |                                                              |                                                              |                                                              |                                                              |                                                              |                                                              |                                                              |
| 02 |                                                              | Marlene Mungunda                                             | 1954–                                                        | SWAPO                                                        | Pohamba I                                                    | 2005                                                         | 2010                                                         |
| 03 |                                                              | Doreen Sioka                                                 | 1960–                                                        | SWAPO                                                        | Pohamba II                                                   | 2010                                                         | 2012                                                         |
| 04 |                                                              | Rosalia Nghidinwa                                            | 1952–2018                                                    | SWAPO                                                        | Pohamba II                                                   | 2012                                                         | 2015                                                         |
| 05 |                                                              | Doreen Sioka                                                 | 1960–                                                        | SWAPO                                                        | Geingob I                                                    | 2015                                                         | 2020                                                         |
| Minister für Gleichberechtigung, Armutsbekämpfung und soziale Wohlfahrt Minister of Gender Equality, Poverty Eradication and Social Welfare |                                                              |                                                              |                                                              |                                                              |                                                              |                                                              |                                                              |
| 05 |                                                              | Doreen Sioka                                                 | 1960–                                                        | SWAPO                                                        | Geingob II Mbumba                                            | 2020                                                         | 2025                                                         |
| 06 |                                                              | Emma Kantema                                                 | 1978–                                                        | SWAPO                                                        | Nandi-Ndaitwah                                               | 2025                                                         |                                                              |